# Tolbo járás
A Tolbo járás (mongol nyelven: Толбо сум) Mongólia Bajan-Ölgij tartományának egyik járása.
Székhelye, Tolbo (Толбо) 80 km-re délkeletre fekszik Ölgij tartományi székhelytől. Közelében, 2079 m magasságban terül el az azonos nevű Tolbo-tó (Толбо нуур), melyet 1000–1500 m magas (relatív magasság) kopár hegyek vesznek körül, köztük a Tolbo-hegység csúcsa (3649 m).
A járásban jelentős réz- és cinkérc lelőhely található (Hoh-adar, Хох адар).